# CMA CGM Laperouse

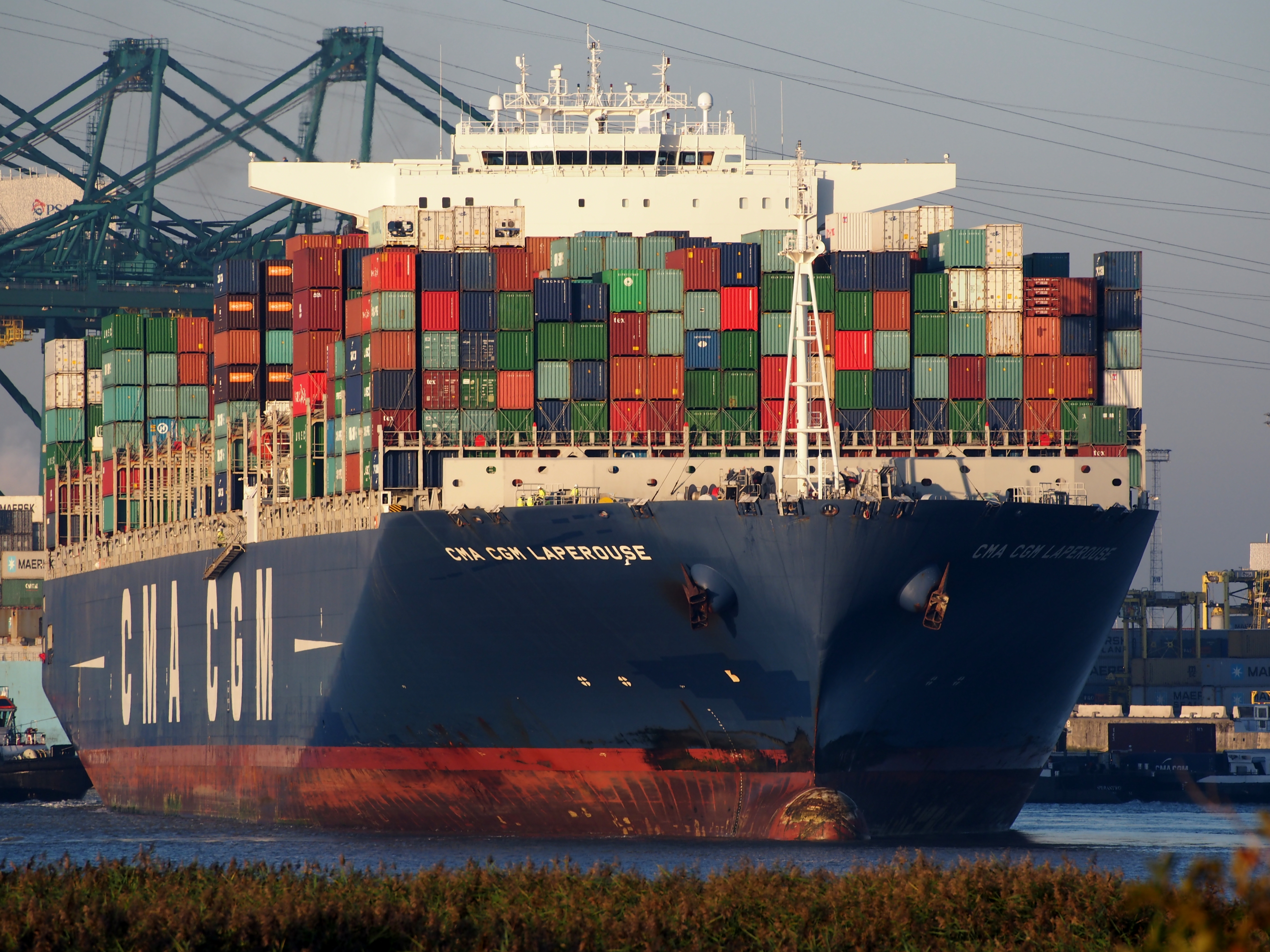
Photographie d'un CMA CGM Lapérouse, dans le Port d'Anvers.

Le CMA CGM Lapérouse est un porte-conteneurs de la classe Explorateur construit pour la compagnie maritime CMA CGM. Il porte le nom de l'officier de marine et explorateur français Jean-François de La Pérouse. Livré en septembre 2010, il a une capacité de 13 800 EVP.